# Iron County, Wisconsin
Iron County är ett administrativt område delstaten Wisconsin, USA. År 2010 hade countyt 5 916 invånare. Den administrativa huvudorten (county seat) är Hurley.

## Geografi
Enligt United States Census Bureau har countyt en total area på 2 381 km². 1 961 km² av den arean är land och 420 km² är vatten.

### Angränsande countyn
- Vilas County, Wisconsin - öst, sydost
- Price County, Wisconsin - sydväst
- Ashland County, Wisconsin - väst
- Gogebic County, Michigan - nordost